# Sikorski Ilja Muromec
Il'ya Muromets (ruski: Илья Муромец) bio je ruski zrakoplov izrađen 1912. godine. Prvi je četveromotorni zrakoplov u svijetu korišten kao strateški bombarder. Ime Ilya Muromets dobio je po heroju iz ruske mitologije.

## Razvoj
Ilya Muromets (Sikorsky S-22) je osmišljen i izgrađen prema projektu Igora Sikorskog 1913. godine u rusko-baltičkoj tvrtki u Rigi. Zasnovan je na ranijoj inačici, S-21 Russky Vityaz, koja je igrala važnu ulogu u razvoju ruskog zrakoplovstva i više-motornih zrakoplova u svijetu.
Rusija je tako imala priliku postati prva zemlja s linijskim putničkim avionom za prijevoz više putnika i s više motora. Ilya Muromets je prvotno zamišljen i izgrađen kao luksuzni putnički avion. Po prvi put u povijesti zrakoplovstva putnički dio je bio odvojen, s udobnim sjedalima ispletenim od pruća, imao je spavaću sobu, dnevni boravak pa čak i kupatilo. Zrakoplov je imao grijanje i električnu rasvjetu. Dana 10. prosinca 1913. godine Ilya Muromets je poletio po prvi puta a 25. veljače 1914. s 16 putnika u avion ima svoj pokazni let. Od 21. do 23. lipnja avion postavlja povratnim letom iz Sankt Peterburga u Kijev svjetski rekord, preletjevši tu udaljenost za 14 sati i 38 minuta uz samo jedno slijetanje. Putničke letove koji su trebali početi te godine prekinuo je Prvi svjetski rat.
S početkom rata, Sikorsky je odlučio promijeniti dizajn zrakoplova kako bi on postao prvi svjetski, namjenski izrađen bombarder. Avion je na svojim nosačima mogao ponijeti 800 kg bombi, a za samoobranu je predviđeno devet pozicija (uključujući i repnu) za ugradnju mitraljeza. Motori su bili zaštićeni s 5 mm debelim oklopom.

## Operativna povijest
U kolovozu 1914. godine Ilya Muromets ulazi u flotu Ratnog zrakoplovstva Ruskog Carstva a već u prosincu te godine Rusi formiraju svoju prvu eskadrilu od 10 ovih bombardera. Njihov broj se do ljeta 1916. povećao na 20. Tijekom Prvog svjetskog rata Nijemci su sa svojom obranom često uspjeli odbiti napad Ilya Murometsa. 12. rujna 1916. Rusi su u borbi s četiri njemačka Albatrosesa (nakon što su uspjeli oboriti tri njemačka aviona) izgubili prvi Ilya Muromets. To je bio i jedini gubitak ruskog bombardera tijekom ovog rata. Još tri aviona su oštećena ali su se uspjela vratiti u bazu te su popravljena.
U 1916. se pojavilo još nekoliko teških bombardera, svi nalik na ruski. Ruske vlasti i Sikorsky su projekt prodali Britancima i Francuzima a Nijemci su pokušali kopirati projekt prema srušenom zrakoplovu u rujnu 1916. godine.
Do kraja 1916. se odustalo od novih inovacija na ovom projektu. S modifikacijama kao što su dodatni oklop, zrakoplov je postao pretežak i više se nisu isplatile nove nadogradnje. Iako su engleski, francuski i njemački bombarderi bili brži, Sikorsky se odlučio za prijelaz na novi tip zrakoplova kojeg je nazvao Alexander Nevsky.
Rusi su između 1913. i 1918. godine izgradili 73 Ilya Muromets bombardera. Tijekom ovog perioda rusi su bili prvi u povijesti zrakoplovstva koji su koristili teški bombarder za obavljanje bombardiranja neprijateljskih ciljeva, prvi su izveli napad s više zrakoplova kao i noćno bombardiranje. Također su razvili i obrambenu taktiku za jedan bombarder angažiran u zračnoj borbi s neprijateljskim lovcima. Radi sustavne nadogradnje oružja učinkovitost ispuštenih bombi dosegla je 90%. Bombarderi Ilya Muromets izveli su više od 400 borbenih uzlijetanja a tijekom Prvog svjetskog rata ispustili su 65 tona bombi.

## Korisnici
- Poljska - Ratno zrakoplovstvo Poljske (jedan zrakoplov korišten 1918.)
- Rusko Carstvo - Ratno zrakoplovstvo Ruskog Carstva
- Rusija - Ratno zrakoplovstvo Rusije

## Tehničke karakteristike (Ilya Muromets Type S-23 V)
Osnovne karakteristike
- posada: od četiri do osam (najviše 12)
- dužina: 17,5 m
- raspon krila:
- Gornje krilo: 29,8 m
- Donje krilo: 21 m
- površina krila: 125 m2
- visina: 4 m

Letne karakteristike
- najveća brzina: 110 km/h
- specifično opterećenje krila: 36,8 kg/m2
- motor: 4× Sunbeam Crusader V8 klipna motora

## Vanjske poveznice
- Nekoliko podataka o Ilya Murometsu
- Rekonstrukcija Ilya Murometa  Arhivirana inačica izvorne stranice od 6. travnja 2009. (Wayback Machine)
- Umanjeni model  Arhivirana inačica izvorne stranice od 11. ožujka 2007. (Wayback Machine)